# Glenea joliveti
Glenea joliveti é uma espécie de escaravelho da família Cerambycidae. Foi descrito por Stephan von Breuning em 1970.